# Vittoria novello
Vittoria novello è un vino a DOC istituita con decreto del 13/09/05 pubblicato sulla gazzetta ufficiale 26/09/05 n 224.che può essere prodotto nei comuni di:
- Vittoria, Comiso, Acate, Chiaramonte Gulfi, Santa Croce Camerina, Ragusa in provincia di Ragusa
- Niscemi, Gela, Riesi, Butera, Mazzarino in provincia di Caltanissetta
- Caltagirone, Licodia Eubea, Mazzarrone in provincia di Catania

## Vitigni con cui è consentito produrlo
- Nero d'Avola e/o Frappato minimo 80%
- altri vitigni a bacca nera, idonei alla coltivazione per le province di Ragusa, Caltanissetta, Catania, fino ad un massimo del 20%.

## Caratteristiche organolettiche
- colore: rosso rubino più o meno intenso talvolta con riflessi violacei;
- profumo: dal floreale al fruttato;
- sapore: asciutto, morbido, vinoso, fragrante;

## Produzione
Provincia, stagione, volume in ettolitri